# Александар Мекол Смит
Александар Мекол Смит (енгл. Alexander McCall Smith, 24. август 1948) британски је писац. Његово дело обухвата радове из области медицинског и криминалног права, филозофије, бројне књиге за децу, збирке кратких прича, романе. Аутор је преко 50 књига различитих жанрова: од филозофије, медицинске етике, медицинског и криминалног права, бројних књига за децу до кратких прича и романа. Светску славу је стекао 1998. године књигом Прва дамска детективска агенција, духовитом и непретенциозном причом о госпођи Рамоцве, првој жени детективу у Боцвани.
Професор је Медицинског права на Единбуршком универзитету и члан је бројних националних и интернационалних институција које се баве биоетиком. Важи за једног од најугледнијих стручњака у области медицинског права, које је једно време и предавао на Универзитету у Боцвани.

## Биографија
Александар Мекол Смит рођен је у граду Булавајо у јужној Родезији, данашњем Зимбабвеу. У 18. години преселио се у Шкотску, где је студирао на Универзитету у Единбургу. Дипломирао је 1971. године, а затим се вратио у Африку, гдје је помагао у оснивању правног факултета на Универзитету у Боцвани. Касније је постао професор медицинског права на Универзитету у Единбургу. Током своје професорске каријере објавио је низ научних радова, међу којима су Закон и медицинска етика (Law and Medical Ethics, 1991) и Форензички аспекти спавања (Forensic Aspects of Sleep, 1997). Такође био и потпредседник Британске комисије за људску генетику. Пензионисао се 2005. године и од тада се у потпуности посветио писању.
Александар Мекол Смит добио је за свој рад, како у научни, тако и књижевни, бројне награде и одликовања. Године 2007. постао је носилац Ордена Реда Британске империје.
Александар Мекол Смит данас живи у Единбургу, ожењен је лекарком и има две ћерке.

### Александар Мекол Смит и музика
Године 1995. Александар Мекол Смит основао је у Единбургу музичку групу Really Terrible Orchestra. Такође је написао и једну оперу, The Okavango Macbeth, према мотивима Шекспирове драмеМагбет, а чија је радња смештена у Боцвану, а главни ликови су павијани. Опера је премијерно изведена 2009. године на малој музичкој сцени No. 1 Ladies’ Opera House (Прва дамска оперска кућа) коју је отворио у близини Габоронеа, главног града Боцване. После сусрета с пијанистом Дејвидом Слејтером, покретачем Маитисонг фестивала у Африци, Мекол Смит је решио да помогне школовање обдарених оперских певача у Боцвани. Уложио је новац у једно старо здање, зграда је веома брижљиво обновљена и уређена. Отворила је врата 2008. године кад је ту приређен свечани концерт најбољих оперских певача из Боцване. У Првој дамској оперској кући одлучили су да годишње приређују две праизведбе мањих, камерних опера. Занимљиво је да током дана Опера радио као кафић, чиме је Александар Мекол Смит желео да истакне како је музика створена да би људи у њој уживали, да је доступна свима, па чак и у кафићу.

## Књижевни рад
Своје прво књижевнодело, роман за децу, Александар Мекол Смит објавио је 1976. године. Од тада је написао више књига за децу и у многима се радња одвија у Африци или су инспирисани афричким темама. Године 1989. објавио је збирку прича Деца од воска (Children of Wax) које је сакупио у Зимбабвеу, а намењене су деци и одраслима.
Писао је и кратке радијске приче, а од једне од тих прича настао је роман Прва дамска детективска агенција. Овај роман први пут је објављен 1998. године и у почетку се споро продавао. У САД се није појавио све до 2002. године, до када је Мекол Смит објавио још две књиге из серијала о госпођи Рамоцве, првој жени детективу у Боцвани. Међутим, овај роман добија две Букерове специјалне препоруке и доспева на престижне листе Књига године и Књига миленијума коју редовно објављује Тајмсов литерарни додатак (The Times Literary Supplement). После тога роман врло брзо постаје бестселер и до тренутка када стиже до деветог наслова, књиге из овог серијала продате су у више од 15 милиона примерака само на енглеском језику, а Прва дамска детективска агенција је адаптирана као телевизијска серија.
Године 2003—2004 Александар Мекол Смит започиње са писањем још три серијала. Серијал Недељни филозофски клуб, у којем је главни лик Изабела Делхуси, филозоф и детективка-аматер из Единбурга, започиње 2004. Серијал Шкотска улица 44 започиње да објављује у наставцима у часопису Scotsman, да би 2010. године објавио и први роман из овог серијала, The Importance of Being Seven. Серијал комичних романа о несрећном немачком академику започиње 2003. романом Portuguese Irregular Verbs. Још један серијал започео је 2008. године романом Corduroy Mansions, који објављује и у наставцима у британском листу Деили телеграф (The Daily Telegraph).
Поред ових серијала Мекол Смит написао је и неколико самосталних романа: La’s Orchestra Saves the World (2008) Trains and Lovers (2012), The Forever Girl (2013) и My Italian Bulldozer (2016), као и роман Ема (2014), модерну верзију по мотивима истоименог романа Џејн Остин, један од шест наслова обухваћених Пројектом Остин.
Године 2012. иницирао је пројекат израде публикације која би приказала историју Шкотске у сликама. Ова идеја резултирала је публикацијом A Work of Beauty: Alexander McCall Smith’s Edinburgh (2014), раскошно илустрованом историјом шкотске престонице, написаном је у сарадњи са Краљевском комисијом за античке и историјске споменике Шкотске (Royal Commission on the Ancient and Historical Monuments of Scotland).

### Књижевност Александра Мекол Смита у Србији
У Србији су до сада објављени серијали Прва дамска детективска агенција и Недељни филозофски клуб, роман Ема и неколико дечјих романа. Александар Мекол Смит био је гост 31. Међународног сајма књига у Београду, октобра 2016. године.

### СеријалПрва дамска детективска агенција
Серијал романа о госпођи Рамоцве, првој жени детективу у Боцвани.
- 1998: The No. 1 Ladies' Detective Agency (Прва дамска детективска агенција, објављен у Србији 2004)
- 2000: Tears of the Giraffe (Жирафине сузе, објављен у Србији 2004)
- 2001: Morality for Beautiful Girls (Моралне поуке за лепе девојке, објављен у Србији 2021)
- 2002: The Kalahari Typing School for Men (Калахаријски курс дактилографије за мушкарце, објављен у Србији 2022)
- 2003: The Full Cupboard of Life (Креденац пун живота, објављен у Србији 2005)
- 2004: In the Company of Cheerful Ladies (У друштву ведрих дама, објављен у Србији 2006)
- 2006: Blue Shoes and Happiness (Плаве ципеле и срећа, објављен у Србији 2007)
- 2007: The Good Husband of Zebra Drive (Добар муж из Зебрине улице, објављен у Србији 2008)
- 2008: The Miracle at Speedy Motors (Чудо у брзим моторима, објављен у Србији 2009)
- 2009: Tea Time for the Traditionally Built (Чај за традиционално грађене, објављен у Србији 2010)
- 2010: The Double Comfort Safari Club (Луксузни Сафари клуб, објављен у Србији 2012)
- 2011: The Saturday Big Tent Wedding Party (Суботња свадба под великом шатром, објављен у Србији 2012)
- 2012: The Limpopo Academy of Private Detection (Детективска академија Лимпопо, објављен у Србији 2013)
- 2013: The Minor Adjustment Beauty Salon (Салон лепоте „Само мало улепшавања”, објављен у Србији 2014)
- 2014: The Handsome Man's De Luxe Café (Делукс кафе за згодне мушкарце, објављен у Србији 2015)
- 2015: The Woman Who Walked in Sunshine (Шетња по сунчаном дану, објављен у Србији 2015)
- 2016: Precious and Grace (Драгоцена и Грејс, објављен у Србији 2016)
- 2017: The House of Unexpected Sisters (Кућа неочекиваних сестара, објављен у Србији 2017)
- 2018: The Colors of All the Cattle (Посебна врста љубави, објављен у Србији 2019)

Серијал Прва дамска детективска агенција у Србији објављује издавачка кућа Самиздат Б92 (1998 — 2019) и Лагуна (од 2020).
Романе Жирафине сузе (2005) и Креденац пун живота (2006) објавио је као звучни запис Савез слепих Војводине.

### СеријалНедељни филозофски клуб
Серијал романа познат и као „Мистерије Изабеле Делхуси”
- 2004: The Sunday Philosophy Club (Недељни филозофски клуб, објављен у Србији 2006)
- 2005: Friends, Lovers, Chocolate (Пријатељи, љубавници, чоколада, објављен у Србији 2007)
- 2006: The Right Attitude to Rain (У инат киши, објављен у Србији 2008)
- 2007: The Careful Use of Compliments (Штедљиво с комплиментима, објављен у Србији 2009)
- 2008: The Comfort of Saturdays (Мале радости суботе, објављен у Србији 2010)
- 2009: The Lost Art of Gratitude (Заборављена уметност захвалности, објављен у Србији 2012)
- 2010: The Charming Quirks of Others (Очаравајуће ћуди других људи, објављен у Србији 2013)
- 2011: The Forgotten Affairs of Youth (Заборављене љубави из младости, објављен у Србији 2014)
- 2012: The Uncommon Appeal of Clouds (Несвакидашња лепота облака, објављен у Србији 2015)
- 2015: The Novel Habits of Happiness]] (Нове навике среће, објављен у Србији 2016)
- 2017: A Distant View of Everything (Осмотри све издалека, објављен у Србији 2017)

Серијал Недељни филозофски клуб у Србији објављује издавачка кућа Самиздат Б92.

### Серијал44 Scotland Street
- 2005: 44 Scotland Street
- 2005: Espresso Tales
- 2006: Love Over Scotland
- 2007: The World According to Bertie
- 2008: The Unbearable Lightness of Scones
- 2010: The Importance of Being Seven
- 2011: Bertie Plays The Blues
- 2012: Sunshine on Scotland Street
- 2013: Bertie's Guide to Life and Mothers
- 2015: The Revolving Door of Life
- 2016: The Bertie Project
- 2017: A Time of Love and Tartan

### СеријалCorduroy Mansions
- 2009: Corduroy Mansions
- 2009: The Dog Who Came in from the Cold
- 2011: A Conspiracy of Friends

### СеријалProfessor Dr von Igelfeld Entertainments
- 1997: Portuguese Irregular Verbs
- 2003: The Finer Points of Sausage Dogs
- 2003: At the Villa of Reduced Circumstances]]
  - 2004: The 2½ Pillars of Wisdom — омнибус издање прве три приче
- 2011: Unusual Uses for Olive Oil

### Остали романи
- 2008: La's Orchestra Saves the World
- 2012: Trains and Lovers
- 2014: The Forever Girl
- 2014: Fatty O'Leary's Dinner Party
- 2015: Emma: A Modern Retelling (Ема, објављен у Србији 2015, Самиздат Б92)
- 2016: My Italian Bulldozer

### Кратке приче
- 2011: „The Strange Story of Bobby Box” — објављена у антологији за младе What You Wish For

#### Антологије
- 1991: Children of Wax: African Folk Tales — афричке народне бајке
- 1995: Heavenly Date and Other Flirtations
- 2004: The Girl Who Married a Lion and Other Tales from Africa — приче из Африке
- 2015: Chance Developments: Unexpected Love Stories — неочекиване љубавне приче
- 2016: Baboons Who Went This Way and That — приче из Африке

### Дечји романи
- 1980: The White Hippo
- 1984: The Perfect Hamburger
- 1988: Alix and the Tigers
- 1990: The Tin Dog
- 1991: Calculator Annie
- 1991: The Popcorn Pirates
- 1992: The Doughnut Ring
- 1994: Paddy and the Ratcatcher
- 1995: The Muscle Machine
- 1996: The Bubblegum Tree
- 1997: The Five Lost Aunts of Harriet Bean
- 2000: Teacher Trouble
- 2006: The Joke Machine (Машина за шале, објављен у Србији 2011, Прополис плус)
- 2006: Dream Angus (Ангус од сноваа, објављен у Србији 2006, Геопоетика)
- 2016: Freddie Mole, Lion Tamer
- 2016: Marvellous Mix-ups (Две приповетке, In Spaghetti Tangle и Teacher Trouble, од којих је прва, под насловом Заврзлама од шпагета објављена у Србији 2011, Прополис плус)

#### СеријалШколски брод Тобермори
- 2015: School Ship Tobermory (Школски брод Тобермори, објављен у Србији 2016, Самиздат Б92)
- 2016: The Sands of Shark Island

#### СеријалAkimbo
- 1992: Akimbo and the Lions
- 1993: Akimbo and the Crocodile Man
- 2005: Akimbo and the Elephants
- 2006: Akimbo and the Snakes
- 2008: Akimbo and the Baboons

#### СеријалHarriet Bean
- 1993: The Cowgirl Aunt of Harriet Bean
- 1990: The Five Lost Aunts of Harriet Bean
- 1991: Harriet Bean and the League of Cheats

#### СеријалMax & Maddy
- 1997: Max & Maddy and the Bursting Balloons Mystery
- 1999: Max & Maddy and the Chocolate Money Mystery

#### СеријалYoung Precious Ramotswe
Серијал романа за децу о младој детективки Рамоцве.
- 2010: Precious and the Puggies
- 2012: Precious and the Mystery of Meerkat Hill
- 2012: The Great Cake Mystery
- 2013: Precious and the Missing Lion
- 2015: Precious and the Zebra Necklace

### Научни радови
- 1978: Power and Manoeuvrability (са Tony Carty)
- 1983: Law and Medical Ethics (са J. Kenyon Mason)
- 1987: Butterworths Medico-Legal Encyclopaedia (са J. Kenyon Mason)
- 1990: Family Rights: Family Law and Medical Advances (са Elaine Sutherland)
- 1991: All About Drink and Drug Abuse (образовни текст)
- 1992: The Criminal Law of Botswana (са Kwame Frimpong)
- 1993: The Duty to Rescue (са Michael Menlowe)
- 1992: Scots Criminal Law (са David H Sheldon)
- 1997: Forensic Aspects of Sleep (са Colin Shapiro)
- 2000: Justice and the Prosecution of Old Crimes (са Daniel W. Shuman)
- 2001: Errors, Medicine and the Law (са Alan Merry)
- 2003: A Draft Criminal Code for Scotland (са Eric Clive, Pamela Ferguson, Christopher Gane)
- 2004: Creating Humans: Ethical Questions where Reproduction and Science Collide (сакупљена предавања, аудио снимци)